# Dhi Qar
La province de Dhi Qar est une des 19 provinces d'Irak. 
Avant 1976 la province s'appelait province de Muntafiq.

## Histoire
La province contient les principaux sites archéologiques de la civilisation sumérienne : Ur, Eridu, Lagash et Girsu. 

### Évènements récents
La région était l'une des plus opposées au régime du parti Baath et de Saddam Hussein. Elle a été l'une de celles où les forces américaines ont rencontré une très virulente opposition lors de l'intervention armée d'avril 2003. Des groupes insurgés y ont perpétré des attaques contre les forces de la coalition après la chute du régime de Saddam Hussein. En décembre 2003, 21 personnes avaient péri dans une attaque contre une base militaire italienne à An Nasiriya.
La région a été relativement épargnée par les violences confessionnelles dans les années 2006 et 2007. En septembre 2006, la province est passée sous le contrôle des forces de sécurité irakiennes qui ont pris la relève du contingent italien. Un contingent roumain était aussi déployé jusqu'en juin 2009 avant que les troupes américaines n'y prennent le relais. Le 10 juin 2009, un attentat à la voiture piégée sur un marché de Batha a fait au moins 19 morts et 70 blessés. Depuis le 1er juillet 2009, les troupes américaines ne peuvent intervenir dans les localités que sur demande des forces de sécurité irakiennes.
La proposition de fusionner la province de Dhî Qâr avec les provinces d'Al-Basra et de Maysan pour former un État autonome dans un Irak fédéral peut être envisagée depuis la loi de 2006 autorisant la fusion des provinces.

## Géographie
En raison de l'histoire et de la culture arabes riches, qui plongent leurs racines dans l'ancienne civilisation de la Mésopotamie, les Arabes constituent la grande majorité de la population de la province, bien que quelques groupes minoritaires y résident également.

### Districts
| District        |            | Capitale        |            |
| --------------- | ---------- | --------------- | ---------- |
| An-Nasiriya     | الناصرية   |                 | الناصرية   |
| Ar-Rifay        | الرفاعي    | Ar-Rifay        | الرفاعي    |
| Suq ach-Chuyukh | سوق الشيوخ | Suq ach-Chuyukh | سوق الشيوخ |
| Al-Khibayich    | الجبايش    | Al-Khibayich    | الجبايش    |
| Ach-Chatra      | الشطرة     | Ach-Chatra      | الشطرة     |